# Björn Rönnquist
Björn Gustaf Rönnquist, född 12 juni 1948 i Örnsköldsvik, död 12 maj 2005 i Malmö. . Han var en svensk målare, tecknare och glaskonstnär. Han är far till galleristen  Henrik Rönnquist.
Rönnquist växte upp i Stockholm men flyttade till Skåne på 1980-talet och avled då han vistades i Malmö. Innan han började med glaskonst och måleri arbetade han som tecknare och illustratör. Han formgav bland annat en kollektion av glasföremål för möbelföretaget Ikea, däribland ägget Karisma. 
Björn Rönnquist var en av svensk konsts representanter på Göran Perssons resa till Kina 1996. 